# Église unie du Christ du Japon
L'église unie du Christ du Japon (EUCJ ; en japonais : 日本キリスト教団 Nihon Kirisuto Kyōdan, ou Kyōdan en abrégé) est la plus grande église unie protestante du Japon.
Résultant de l'union de 33 communautés protestantes fusionnées par le gouvernement japonais le 24 juin 1941, l'EUCJ, est aujourd'hui une église indépendante japonaise, membre du conseil œcuménique des églises (COE).
Actuellement, l'église compte environ 200 000 membres et 1 725 congrégations servies par 2 189 pasteurs.

## Historique

### Seconde Guerre mondiale

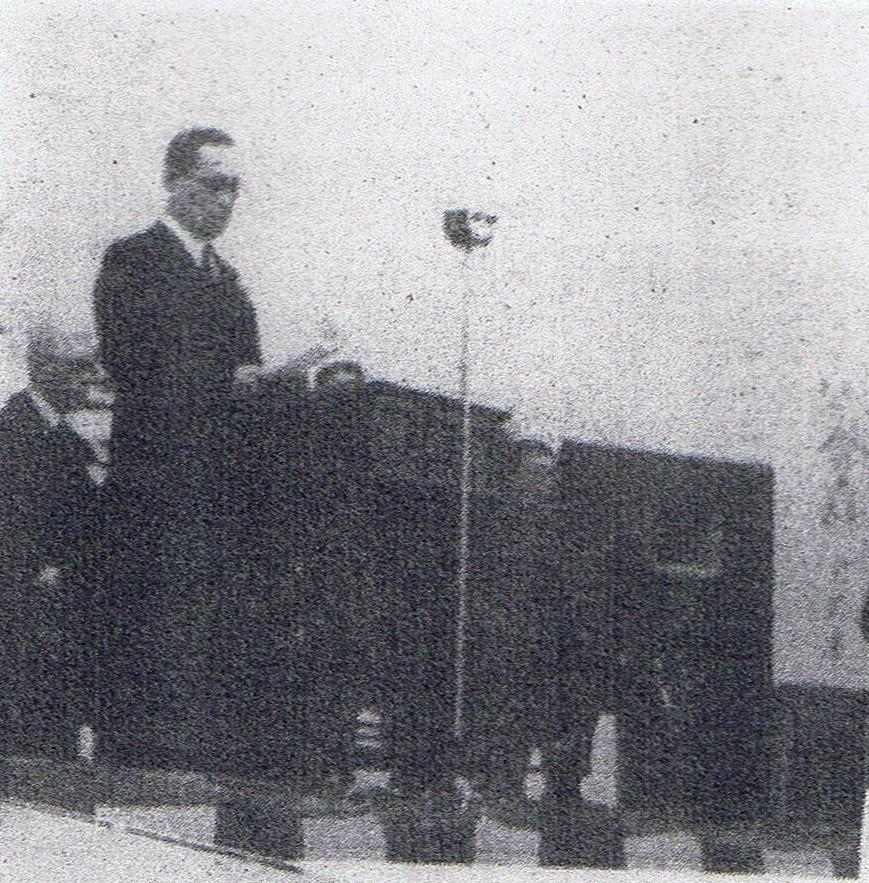
Tomita Mitsuru, le premier président de l'UCCJ

Le 17 octobre 1940, après la promulgation de loi sur les organisations religieuses forçant la fusion de toutes les églises protestantes du Japon, l'union a est promulguée au cours d'une réunion accueillant des représentants de toutes les régions du pays.
Le Kyōdan fut établi lors d'une assemblée générale fondatrice tenue à l'église de Fujimicho (fondée par Uemura Masahisa) du 24 au 25 juin 1941.

### Après 1945
À la suite de l'établissement de la liberté religieuse dans le pays par les forces d'occupation alliées en 1946, de nombreuses communautés quittent l'union pour rétablir le statut d'avant-guerre. Les départs les plus importants furent ceux de l'église anglicane, de l'église luthérienne, de la convention baptiste , de l'église de la sainteté, des assemblées de Dieu et de l'église réformée.

### Après les années 1970
Un débat sur la légitimité de l'existence d'une église unie au japon fut posé. Celle-ci n'avait été créée qu'artificiellement au cours de la guerre, certains croyants dénoncèrent le manque de prise de responsabilités des autorités religieuses quant aux agissements commis pendant la guerre.
Aujourd'hui, vingt-six missionnaires de l'EUCJ servent dans onze pays d'outre-mer, une tradition débutée en 1957 lorsque le premier fut envoyé au Brésil.
L'église unie du Christ accorde aux pasteurs ouvertement gays et lesbiens le droit d'exercer un ministère.

## Séminaires et collèges théologiques
- Université Dōshisha ;
- Université Kwansei Gakuin ;
- Université Tōhoku gakuin ;
- Université Seinan Gakuin.

## Membre notable
- Kenji Gotō (décédé le 31 janvier 2015) : journaliste décapité par l'État islamique.